# Peter Simpson (football, 1904)
Pour les articles homonymes, voir Peter Simpson et Simpson.
Peter Simpson (né le 13 novembre 1904 à Leith, quartier d'Édimbourg en Écosse, et mort en mars 1974 à Croydon à l'époque dans le Surrey et aujourd'hui dans le Grand Londres) est un joueur de football écossais qui évoluait au poste d'attaquant.

## Palmarès
Crystal Palace
- Championnat d'Angleterre D3 :
  - Vice-champion : 1930-31 (Sud).
  - Meilleur buteur : 1930-31 (46 buts).